# Облога Меца (1870)
Облога Меца (1870) — одна з битв французько-прусської війни 1870—1871 років. Тривала з 19 серпня по 27 жовтня 1870 року і завершилася капітуляцією французької Рейнської армії маршала Базена. Поряд із капітуляцією французької армії під Седаном вважається однією з найбільших військових поразок Франції за всю її історію.

## Передумови
4 серпня 1870 року німецькі війська перейшли французький кордон і в той же день завдали французам поразки в битві при Вейссенбурзі. 6 серпня німці завдали поразки Рейнській армії маршала Мак-Магона у битві при Верті, після чого Рейнська армія почала відхід в напрямі Вердена. 12 серпня Рейнську армію очолив маршал Базен, але 16 серпня він був розбитий німцями під Марс-ла-Туром, а 18 серпня — під Гравілоттом. Після цих поразок Базен відвів свою армію до фортеці Мец, де 19 серпня її оточили частини німецьких 1-ї і 2-ї армій. Загальне керівництво облогою Меца здійснював принц Фрідріх Карл.

## Облога

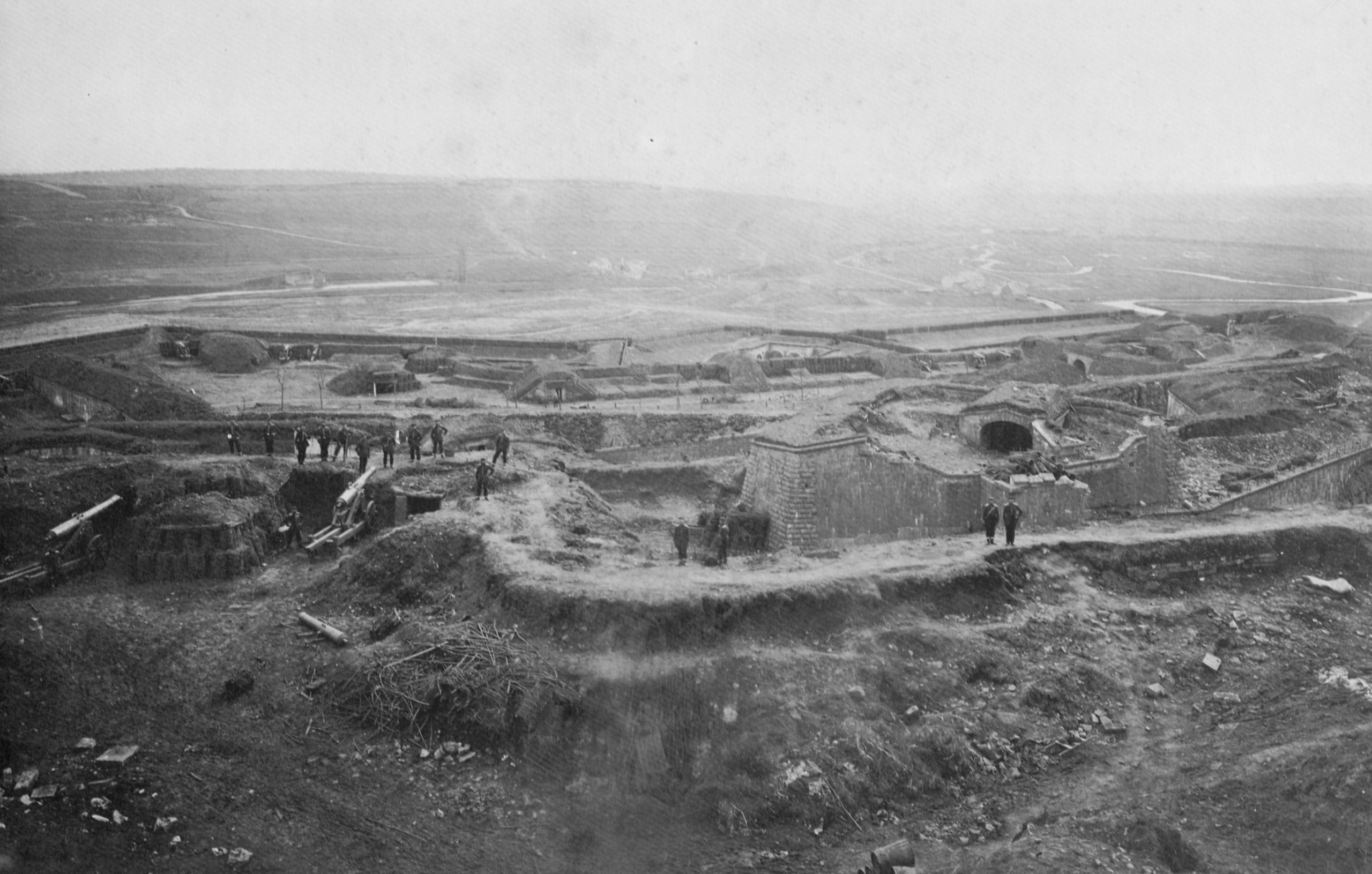
Французьке укріплення в районі Меца

В Меці в оточення потрапило більше 180 тисяч французьких вояків. Мец був добре укріпленою та підготовленою до тривалої облоги фортецею. Маршал Базен обрав пасивну тактику оборони і вирішив чекати підмоги від Шалонської армії маршала Мак-Магона. Шалонська армія дійсно рушила на деблокаду оточених військ, але 1 вересня 1870 року була розгромлена німцями під Седаном і склала зброю.
31 серпня — 1 вересня 1870 року Рейнська армія зробила спробу прорватися з оточення, але у битві при Нуассевілі не змогла прорвати позиції прусських військ і втративши 3,5 тисячі вояків відійшла назад в укріплення Меца. 7 жовтня 1870 року під час битви при Бельвю Базен здійснив другу і останню спробу прориву, яка закінчилася невдачею. Капітуляція Наполеона III під Седаном деморалізувала захисників Меца, до кінця жовтня серед оточених військ почався голод.

## Капітуляція Рейнської армії
27 жовтня 1870 року після переговорів з німецьким командуванням маршал Базен віддав наказ про капітуляцію. Близько 150 тисяч французьких солдатів і офіцерів склали зброю і потрапили в німецький полон. Капітуляція Меца звільнила значні німецькі сили, які були скуті блокадою фортеці. Після капітуляції Мец аж до 1918 року опинився під владою Німеччини. Маршал Базен після війни, у 1873 році, за здачу Меца був засуджений військовим трибуналом до смертної кари, яку потім було замінено на 20 років ув'язнення.